# The Petal on the Current
Pour plus de détails, voir Fiche technique et Distribution.
The Petal on the Current est un film muet américain réalisé par Tod Browning et sorti en 1919.

## Synopsis
Stella Schump est une working girl qui, sur les conseils d'une entremetteuse, se rend à une soirée où elle est censée rencontrer un homme timide. Il ne se présente pas et elle boit sa première bière. L'alcool l'affecte au point qu'elle est étourdie et qu'elle rentre chez elle. Un détective la rencontre et après qu'elle a répété les bribes de conversation qu'elle a entendues à la fête, il l'arrête pour ivresse et racolage. Un tribunal de nuit la déclare coupable et la condamne à dix jours de prison. Elle écrit à sa mère pour lui faire part de sa détresse et cette dernière meurt sous le choc à la lecture de la missive. Après avoir été libérée de prison, elle perd son emploi et à court d'argent, se rend dans un parc et s'assoit sur un banc. Un homme timide, qui est désabusé par les femmes, passe par là. Elle a entendu parler de lui, mais ils ne se sont jamais rencontrés. Il s'avère être un contremaître dans une usine et, en parlant, ils réalisent qu'ils étaient censés s'être rencontrés à la fête. 
Ils partent ensemble et se marient.

## Fiche technique
- Titre : The Petal on the Current
- Réalisation : Tod Browning
- Scénario : Waldemar Young, d'après une histoire de Fannie Hurst
- Chef-opérateur : William Fildew
- Production : Universal Film Manufacturing Company
- Genre : Film dramatique
- Date de sortie : 
  - États-Unis : 3 août 1919

## Distribution
- Mary MacLaren : Stella Schump
- Gertrude Claire : la mère de Stella
- Fritzi Ridgeway : Cora Kinealy
- Robert Anderson : John Gilley
- Beatrice Burnham : Gertie Cobb
- Victor Potel : Skinny Flint
- David Butler : Ed Kinealy
- Yvette Mitchell
- Janet Sully